# Bill Joy

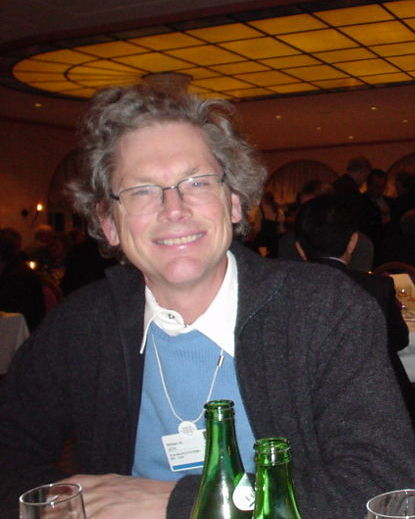
Bill Joy

Bill Joy (eigentlich William Nelson Joy; * 8. November 1954 in Detroit, Michigan) ist ein US-amerikanischer Softwareentwickler.
Er studierte Elektrotechnik an der University of Michigan sowie Elektrotechnik und Informatik an der Universität von Kalifornien in Berkeley. Dort wirkte er ab 1977 maßgeblich an der Berkeley Software Distribution (BSD) mit. Für BSD entwickelte Joy auch die C-Shell und den Editor vi.
Ein weiteres seiner bedeutenden Projekte war die Weiterentwicklung von TCP/IP, wegen der er bisweilen als „Edison of the Internet“ bezeichnet wird. Nachdem Bill Joy 1982 zusammen mit Vinod Khosla, Scott McNealy und Andy Bechtolsheim Sun Microsystems gegründet hatte, war er dort federführend bei der Entwicklung von Technologien wie SPARC, Solaris (SunOS), Java und Jini. Am 9. September 2003 verließ er Sun.
Im April 2000 erregte Joy Aufsehen mit seinem umstrittenen Artikel Why the future doesn’t need us im Wired Magazine. Darin heißt es unter anderem: „Die wichtigsten Technologien des 21. Jahrhunderts – Roboter, Gentechnik und Nanotechnologie – drohen den Menschen zu einer vom Aussterben bedrohten Art zu machen.“ 1999 wurde er in die American Academy of Arts and Sciences gewählt.
Er gilt nach wie vor als Ikone des Silicon Valley und setzt sich immer wieder mit dem Einfluss der Technik auf die Menschheit sowie den Möglichkeiten und Grenzen der New Economy auseinander.